# IBM 8514
IBM 8514是IBM於1987年推出的一款顯示卡。IBM 8514在XGA之前出現，大约和VGA同时出现。8514/A显卡最大分辨率是1024x768、256种颜色（每个像素用8比特表示）。帧频为43.5赫兹。

## 操作系統支持
支持此顯示卡的操作系統有：
- OS/2
- Windows 2.1
- Windows 3.x
- Windows 95[3]
- XFree86 2.1.1
- AutoCAD 10
- QuikMenu